# Dalbergia arbutifolia
Dalbergia arbutifolia är en ärtväxtart som beskrevs av John Gilbert Baker. Dalbergia arbutifolia ingår i släktet Dalbergia, och familjen ärtväxter. IUCN kategoriserar arten globalt som livskraftig.

## Underarter
Arten delas in i följande underarter:
- D. a. aberrans
- D. a. arbutifolia